# (3440) Stampfer
(3440) Stampfer (1950 DD) – planetoida z pasa głównego asteroid okrążająca Słońce w ciągu 4,69 lat w średniej odległości 2,8 j.a. Odkrył ją Karl Wilhelm Reinmuth 17 lutego 1950 roku.